# Peste & Sida
Os Peste & Sida são uma banda de rock portuguesa constituída no Verão de 1986, em Lisboa. A banda era formada por João San Payo (baixo), Luís Varatojo (guitarra) Eduardo Dias (bateria) e João Pedro Almendra que se junta ao grupo para se encarregar das vocalizações; Orlando Cohen entra pouco depois.
Participaram pela primeira vez no 4º Concurso de Música Moderna do Rock Rendez-Vous, mas entretanto conseguiram contrato de gravação com a independente Transmédia e editaram logo de seguida o LP Veneno (1). Este disco revela uns Peste & Sida próximos da estética punk em temas como Veneno, Furo na Cabeça, Gingão ou Carraspana.
A capa do disco é uma cópia de London Calling, dos britânicos The Clash.
O som do grupo começa a ultrapassar as fronteiras do Punk e alarga-se a outros géneros como o reggae, o rock e o rap. Esta evolução nota-se no segundo disco, Portem-se Bem, um LP que tem no tema Sol da Caparica, uma versão de um tema americano dos anos 60, o seu maior sucesso. Outros temas são Chuta Cavalo...E Morrerás, a versão do tema popular alentejano Vamos Lá Saindo e Paulinha.(2)
A banda começa a dar muitos espectáculos e faz as primeiras partes dos ingleses P.I.L. (grupo liderado por John Lydon, então Johnny Rotten vocalista dos Sex Pistols).
O Máxi-single Homem da Sorte/Reggaesida, editado em 1989, foi gravado pelo quarteto San Payo, Varatojo, Almendra e Raposo.
Entretanto entra como segundo guitarrista, vindo dos Vómito, Nuno Rafael, ao mesmo tempo que João Pedro Almendra abandona o projeto. (3)
A banda prepara o seu novo trabalho discográfico, estreado em Abril de 1990, com o título Peste & Sida é Que é. Este disco inclui uma versão do tema A Morte Saiu à Rua de José Afonso e outros temas como o apelativo Vamos Ao Trabalho! e Maldição.
Raposo abandona a bateria e para o seu lugar entra Marco, ainda a tempo de participar nas gravações do seguinte álbum do grupo: Eles Andam Aí. Nele se encontram temas como No Meu Tempo Não Era Assim e RFM (Rock Faz Mal), uma crítica à estação de rádio RFM, que se recusou a passar os temas do grupo.
Em 1993 é editado o disco O melhor dos Peste & Sida, um somatório dos dois discos gravados para a editora Polygram.
Para o grupo entram João Cardoso (teclas) e Sérgio Nascimento (bateria), este último a substituir Marco. O grupo, com esta nova formação toca no Terreiro do Paço, em Lisboa, nas comemorações do 25 de Abril e apresenta uma versão de Bully Bull, clássico do rhythm'n'blues que intitulam Bule Bule.
Em 1994 participam no disco e no concerto de homenagem a José Afonso com a sua versão de O Homem da Gaita.
O grupo começa a ter uma actividade paralela sob o nome de Despe & Siga (4), interpretando versões em português de clássicos do rock. Durante algum tempo existiriam os Peste e os Despe, até que a saída de San Payo (que queria manter os dois grupos) leva à extinção dos Peste & Sida.
No dia 21 de Outubro de 2002, a Universal lançou a compilação A Verdadeira História dos Peste & Sida.(5)
Os Peste & Sida regressaram em força na Primavera de 2004. Um novo disco foi editado com o sugestivo título de Tóxico. A formação da banda é, agora, para além de João Sampayo (voz e baixo), Orlando Cohen (guitarra, voz), João Alves (guitarra, voz) e Marte Ciro (bateria e voz). Orlando Cohen tinha sido, já, membro da banda numa das suas formações anteriores.

## Discografia[1]

### Álbuns de estúdio
- Veneno (LP, Transmédia, 1987)
- Portem-se Bem (LP, Polygram, 1989)
- Peste & Sida é Que é! (LP, Polygram, 1990)
- Eles Andam Aí! (LP/CD, BMG, 1992)
- Tóxico (CD, DAS, 2004)
- Cai no Real (CD,DAS;2007)
- Não há Crise (CD; 2011)

### Compilações
- O Melhor dos Peste & Sida (Polygram, 1993)
- A Verdadeira História (Universal, 2002)

### Colaborações
- Johnny Guitar (1993) - Caso Crónico
- Filhos da Madrugada (1994) - O Homem da Gaita